# Tesák (zbraň)

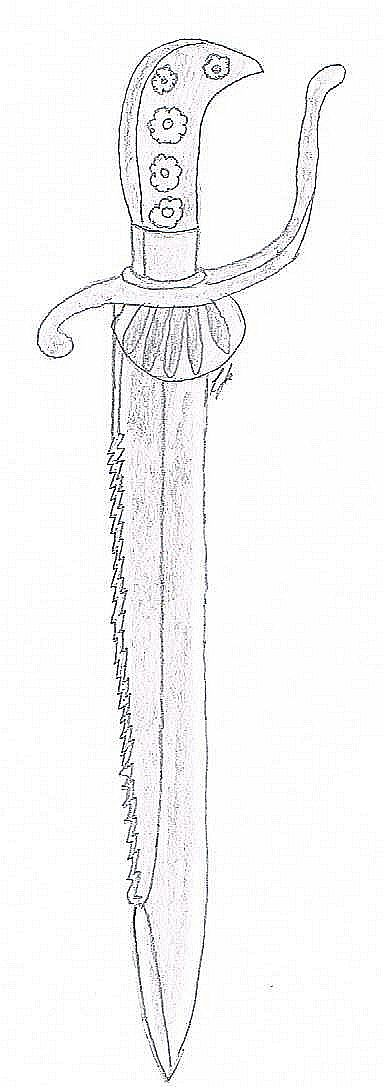

Tesák neboli lovecký tesák je typicky zhruba 4 cm široká a 45 až 60 cm dlouhá jednosečná chladná zbraň, která se používá v myslivosti. Nejvíce rozšířen byl v 17. a 19. století. Pravděpodobně se vyvinul z německého meče zvaného Hiebmesser, jednosečného nože používaného při lovu[zdroj?]. Podle tvaru rukojeti a záštity se rozlišují lovecké tesáky francouzského a německého typu.
Ve své době se tento nůž používal k usmrcení zvěře, která byla uštvaná psy, postřelena, nebo neschopna pohybu, ale ještě žila. Loveckým tesákem se jelení nebo jiná spárkatá zvěř bodla nejčastěji do hrudi, v místech, kde je srdce. Tomuto úkonu se říkalo záraz nebo doražení. Jednalo se o nebezpečný čin, protože zvláště parohatá zvěř mohla lovce zranit. Dalším nožem, který se používal k tomuto účelu, byl podstatně kratší zavazák, jímž se usmrcovala menší zvěř (především srnčí) bodnutím do vazu nebo lebeční spodiny.
Tesák nebyl používán jen myslivci, ve středověku ho používali také kupci ke své obraně a také byl často používán lapky a lupiči.
Český tesák je zbraň, která se v Evropě stala pojmem. Siluetou vzdáleně připomíná šavli.Jeho vznik se datuje k přelomu 14. a 15. století. Byla to zbraň kmánů, tedy chudší a často necvičené části vojska. Střenka tesáku i jednostranně broušená čepel byly z jednoho kusu oceli, řop střenky byl protažený a ohnutý zpět k čepeli, takže tvořil záštitu. K dokončení stačil pak jen ovin střenky.Čepel byla zpravidla bez žebra a poměrně masivní, šlo tedy spíše o sečnou, než bodnou, zbraň. Zbraň s jednoduchou technologií dokázal vyrobit i kovář, který nebyl zběhlý ve výrobě mečů a díky těmto faktorům byl Český tesák výrazně levnější než meč.
V dnešní době se používá lovecký tesák jen k ceremoniálním účelům (např. pasování na lovce).
Tesák prožil renesanci ve vojenství u pomocných jednotek (sapéři), nebo třeba u dělostřelců. Například z 1866 známe Pruský pěchotní tesák pro boj zblízka, používaný i jako nástroj.
Tento vzor tesáku byl nejdříve zaveden jako poboční zbraň pěších pluků, v 80. letech 19. století však byl z jejich výzbroje stažen a do konce 1. světové války ho používali příslušníci německého lehkého dělostřelectva. Charakteristickým znakem je zobcovitý tvar hlavice jílce odlitého z mosazi, na vnější straně diagonálně rýhovaného, a esovitě prohnutá záštita. Mírně zakřivená jednosečná čepel je bez výbrusu. Celková délka tesáku je 56 cm, délka čepele 43 cm, váha 800 g. Tesák byl nošen v dřevěné pochvě potažené černou kůží, zpevněné mosazným nákončím a obůstkem.